# Sarsonuphis yasudai
Sarsonuphis yasudai är en ringmaskart som beskrevs av Maekawa och Hayashi 1989. Sarsonuphis yasudai ingår i släktet Sarsonuphis och familjen Onuphidae. Inga underarter finns listade i Catalogue of Life.